# UseModWiki
UseModWiki ist eine einfache und kleine freie Wiki-Software, die ohne große Einarbeitung eingesetzt werden kann.
UseMod-Wikis setzen üblicherweise CamelCase ein, um Verweise festzulegen, was aber nicht zwingend ist.

## Technik
UseMod benötigt keine Datenbank, da es die Artikel in Form von Text-Files, beispielsweise auf dem Apache HTTP Server, ablegt. Da auch keine komplizierte Konfiguration notwendig ist, wird UseMod besonders für kleine Wiki-Projekte eingesetzt.
Die Software ist in Perl geschrieben und es existieren eine Menge Patches, um diverse Zusatzfunktionen zu ermöglichen.

## Geschichte
UseMod besteht schon seit 1999 und wurde von Clifford Adams geschrieben. Es hat Anleihen beim AtisWiki von Marcus Denker und dem von Peter Merel geschriebenen CvWiki genommen. Das CvWiki legte Text-Files in der Software CVS ab, womit als Feature der „WayBackMode“ (= Anzeige des Aussehens einer Seite zu einem vergangenen Zeitpunkt) hinzu kam. UseMod realisiert dagegen die Versionsverwaltung ohne CVS.
Die bislang letzte Version 1.2.2 wurde im November 2023 veröffentlicht. Vor allem die Syntax des UseMod und seiner Patches und Klone hatte großen Einfluss auf die Entwicklung anderer Wikis. So ist zum Beispiel MediaWiki syntaktisch stark an UseMod angelehnt, da die Wikipedia in ihren Anfangsjahren auch UseMod verwendete.
Das bekannteste mit UseMod betriebene Wiki ist das MeatballWiki, das die Entwicklung der UseMod-Software stark beeinflusst hat.